# Ракетохвостая лесная сорока
Ракетохвостая лесная сорока (лат. Crypsirina cucullata) — вид врановых птиц рода лесных сорок. Эндемик Мьянмы, определяется Международным союзом охраны природы как вид, близкий к уязвимому положению.

## Систематика
Crypsirina cucullata описана в 1862 году британским натуралистом Домасом Джердоном. Вид относится к роду лесных сорок (Crypsirina), который включает помимо него ещё один вид — Crypsirina temia — и отличается от родственных таксонов количеством перьев в хвосте (10 против 12), из которых два центральных имеют характерную ложковидную форму, резко расширяясь на конце. Хотя существует мнение, что этот род следует объединить с родами Dendrocitta и Temnurus, оно не является общепринятым среди специалистов.

## Внешний вид и голос
Род Crypsirina включает мелкие виды сорок. Длина тела ракетохвостой лесной сороки с хвостом от 30 до 31 см, в том числе длина хвоста 180—200 мм. Клюв крупный, с сильно изогнутым надклювьем. Ноги короткие и слабые. Крылья короткие и широкие. Хвост очень длинный, с рулевыми перьями, ступенчато укорачивающимися от центральных к крайним; пара центральных перьев ступенчато расширяется к концу, принимая форму лопаточки. Длина крыла от 138 до 140 мм, клюва 30—31, цевки 27—28 мм.
Оперение на лбу и уздечке плотное и бархатистое, угольно-чёрное. Остальная часть головы чёрная с маслянистым зелёным отливом и узкой белой оторочкой. Тело светло-серое, с палевым или розоватым оттенком снизу и голубовато-серыми вкраплениями сверху. Кроющие и третичные маховые перья крыльев палево-серые, у самых крупных белёсая оторочка. Внешние вторичные маховые перья в основном чёрные, внешняя часть опахала более белёсая, образует белую полосу вдоль сложенного крыла. Первичные маховые и кроющие перья чёрные. На хвосте центральные перья чёрные, остальные, обычно остающиеся скрытыми, светлого палево-серого цвета. Клюв и ноги чёрные, радужка глаз тёмно-синяя. Половой диморфизм в окраске не наблюдается, молодые особи окрашены более тускло, с преобладающим буровато-серым цветом тела, буро-чёрной головой без белой оторочки и хвостовыми перьями без характерного расширения к концу.
C. cucullata по телосложению схожа со вторым видом того же рода — Crypsirina temia, но достаточно сильно отличается расцветкой (преимущественно серая с выделяющейся чёрной головой) и специфической формой хвостовых перьев.
Голос — резкие немелодичные крики, а также мяукающий крик, напоминающий крик возбуждённой кольчатой горлицы. Крылья в полёте издают жужжащий звук.

## Образ жизни
Оседлый вид. Населяет низинные сухие леса, включая вторичный лес и бамбуковые рощи, на высотах до 1000 м над уровнем моря. Социальные повадки изучены слабо, однако птицы этого вида наблюдались как одиночными особями и супружескими парами, так и небольшими семейными стаями. Гнёздится раздельно. Гнезда строит в ветвях невысокого дерева или куста из сучков, корешков и древесных побегов, иногда с частичной крышей или обложенные шипастыми ветками, как у Pica hudsonia. Яйца в гнёздах зафиксированы в мае и июле, в кладке от 2 до 4 кремовых или зеленовато-белых яиц с частыми бурыми отметинами, сливающимися на широком конце.
Питается насекомыми, в число которых входят кузнечики, саранча, богомолы и крылатые термиты. Кормится в подлеске, переползая и перепрыгивая с одного куста на другой и используя длинный хвост для равновесия. Редко спускается на землю, за исключением случаев, когда принимает ванну.

## Распространение и охранный статус
Ракетохвостая лесная сорока — эндемик центральной Мьянмы, где населяет сухие леса в долинах рек Иравади и Ситаун. Вид, в прошлом многочисленный, в последние десятилетия страдает от уничтожения низменных лесов в центральной части Мьянмы, где ведутся их расчистка под сельскохозяйственные угодия, лесозаготовки и вырубка на дрова. В то же время наблюдения показывают, что в местах, где естественная среда обитания пострадала меньше, C. cucullata по-прежнему распространена.
Международный союз охраны природы определяет C. cucullata как вид, близкий к уязвимому положению (в 1990-е годы определялся как уязвимый вид).